# Mount Hopeless (berg i Australien, South Australia)
Mount Hopeless är ett berg i Australien. Det ligger i delstaten South Australia, omkring 590 kilometer norr om delstatshuvudstaden Adelaide. Toppen på Mount Hopeless är 127 meter över havet, eller 45 meter över den omgivande terrängen. Bredden vid basen är 2,4 km.
Trakten runt Mount Hopeless är nära nog obefolkad, med mindre än två invånare per kvadratkilometer.. Det finns inga samhällen i närheten.
Omgivningarna runt Mount Hopeless är i huvudsak ett öppet busklandskap. Genomsnittlig årsnederbörd är 259 millimeter. Den regnigaste månaden är februari, med i genomsnitt 86 mm nederbörd, och den torraste är oktober, med 1 mm nederbörd.